# Hermann Höfle (SS-Mitglied, 1898)
Hermann Matthäus Johann Höfle (* 12. September 1898 in Augsburg; † 9. Dezember 1947 in Bratislava) war ein deutscher SS-Obergruppenführer sowie General der Waffen-SS und der Polizei, der ab September 1943 als Höherer SS- und Polizeiführer (HSSPF) Mitte und ab September 1944 als HSSPF Slowakei tätig war.

## Leben
Höfle, Sohn eines Postbeamten, nahm nach der Ablegung des Notabiturs ab Ende August 1916 als Angehöriger des 8. Bayerischen Infanterie-Regiments „Großherzog Friedrich II. von Baden“ und später als Flugzeugbeobachter am Ersten Weltkrieg teil. Nach Kriegsende gehörte er dem Freikorps Epp und dem Wehrverband Reichskriegsflagge an. Am 9. November 1923 nahm er am Hitlerputsch teil. Höfle war von 1920 bis Ende Juli 1934 als Offizier bei der Reichswehr und verließ diese als Major der Reserve. 1931 bestand er die Diplomdolmetscherprüfung für die spanische Sprache. Noch während seiner aktiven Dienstzeit in der Reichswehr wurde er am 9. November 1933 in der SA zum z. b. V.-Standartenführer ernannt.
Von August 1934 bis Januar 1937 war er Führer des Nationalsozialistischen Kraftfahrkorps (NSKK) in München, von 1935 bis 1939 Leiter der Reichsführerschule des NSKK und ab August 1937 Inspektor der Ausbildung in der Korpsführung. Während des Zweiten Weltkrieges führte er die Motorobergruppe Ost. Zudem leitete er die NSKK-Verkehrskompanien des NSKK.
Höfle, der sich zum 1. Mai 1937 der NSDAP anschloss (Mitgliedsnummer 3.924.970), trat auf Bitten des Reichsführers SS Heinrich Himmler im Juli 1943 der SS bei (SS-Nummer 463.093). Von Mitte September 1943 bis Anfang Oktober 1944 war er Höherer SS- und Polizeiführer (HSSPF) Mitte mit Dienstsitz in Braunschweig und von Ende September 1944 bis Anfang Mai 1945 HSSPF Slowakei. Höfle war hauptverantwortlich für die Niederschlagung des Slowakischen Nationalaufstandes im Herbst 1944.
Nach Kriegsende wurde Höfle 1947 gemeinsam mit Hanns Ludin in Bratislava angeklagt, zum Tode verurteilt und am 9. Dezember 1947 durch den Strang hingerichtet. In der Literatur findet sich auch die Angabe, er sei am 3. Dezember 1947 in der Haft verstorben.

## Familie
Höfle war seit 21. November 1925 mit Anna Elisabeth Schäfer verheiratet und Vater zweier Töchter. Seine ältere Tochter Helga (* 1929) wanderte nach dem Krieg nach Neuseeland aus und veröffentlichte dort unter dem Namen Helga Tiscenko ihr Erinnerungsbuch Strawberries with the Fuhrer: A Journey from the Third Reich to New Zealand (2000).

## Auszeichnungen
| Höfles NS-Ränge | Höfles NS-Ränge                                  |
| Datum           | Rang                                             |
| --------------- | ------------------------------------------------ |
| November 1933   | SA-Standartenführer                              |
| August 1934     | NSKK-Standartenführer                            |
| April 1935      | NSKK-Oberführer                                  |
| Januar 1936     | NSKK-Brigadeführer                               |
| September 1937  | NSKK-Gruppenführer                               |
| Januar 1939     | NSKK-Obergruppenführer                           |
| Juli 1943       | SS-Gruppenführer und Generalleutnant der Polizei |
| April 1944      | SS-Obergruppenführer und General der Polizei     |
| Juli 1944       | SS-Obergruppenführer und General der Waffen-SS   |

- Eisernes Kreuz (1914) II. und I. Klasse[8]
- Bayerischer Militär-Verdienstorden IV. Klasse mit Schwertern[8]
- Blutorden, am 9. November 1933 (Nr. 1491)
- Spanienkreuz in Bronze
- Spange zum Eisernen Kreuz II. und I. Klasse
- Kriegsverdienstkreuz (1939) II. und I. Klasse mit Schwertern
- Totenkopfring der SS
- Eisernes Ehrenschild des Luftgaues XI